# ماثيو دايموند
ماثيو دايموند (بالإنجليزية: Matthew Diamond)‏ هو مصمم رقص ومخرج أمريكي، ولد في 26 نوفمبر 1951 في مانهاتن في الولايات المتحدة.

## وصلات خارجية
- ماثيو دايموند على موقع IMDb (الإنجليزية)
- ماثيو دايموند على موقع ألو سيني (الفرنسية)
- ماثيو دايموند على موقع أول موفي (الإنجليزية)
- ماثيو دايموند على موقع قاعدة بيانات الفيلم (الإنجليزية)
- ماثيو دايموند على موقع كينوبويسك (الروسية)